# Pseudagrion sublacteum
Pseudagrion sublacteum é uma espécie de libelinha da família Coenagrionidae.
Pode ser encontrada nos seguintes países: Angola, Benin, Botswana, Camarões, Costa do Marfim, Egipto, Etiópia, Gâmbia, Gana, Guiné, Quénia, Libéria, Líbia, Malawi, Mali, Mauritânia, Moçambique, Namíbia, Níger, Nigéria, Senegal, Serra Leoa, Somália, África do Sul, Sudão, Tanzânia, Togo, Uganda, Zâmbia, Zimbabwe e possivelmente em Burundi.
Os seus habitats naturais são: florestas subtropicais ou tropicais húmidas de baixa altitude, savanas áridas, savanas húmidas, matagal árido tropical ou subtropical, matagal húmido tropical ou subtropical e rios.